# Chiesa di San Giorgio Martire (Bagnaria Arsa)
La chiesa di San Giorgio Martire è la parrocchiale di Bagnaria Arsa, in provincia ed arcidiocesi di Udine; fa parte della forania del Friuli Centrale.

## Storia

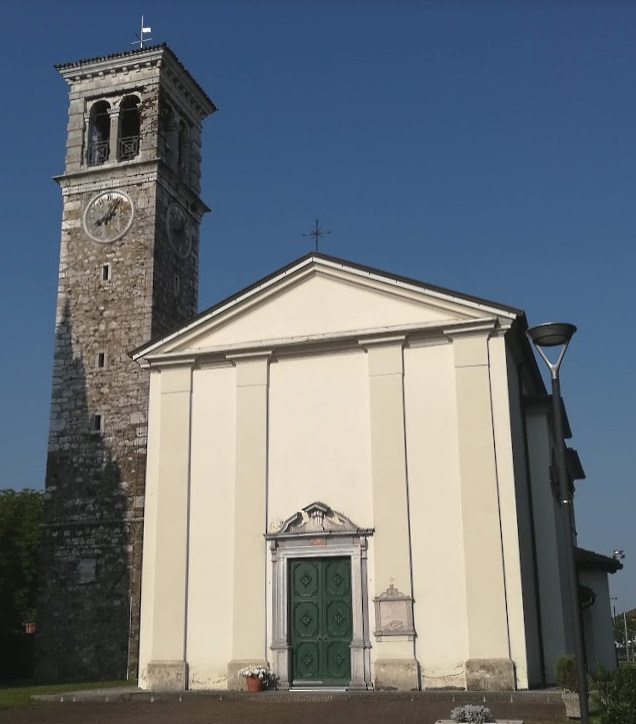
Chiesa e campanile

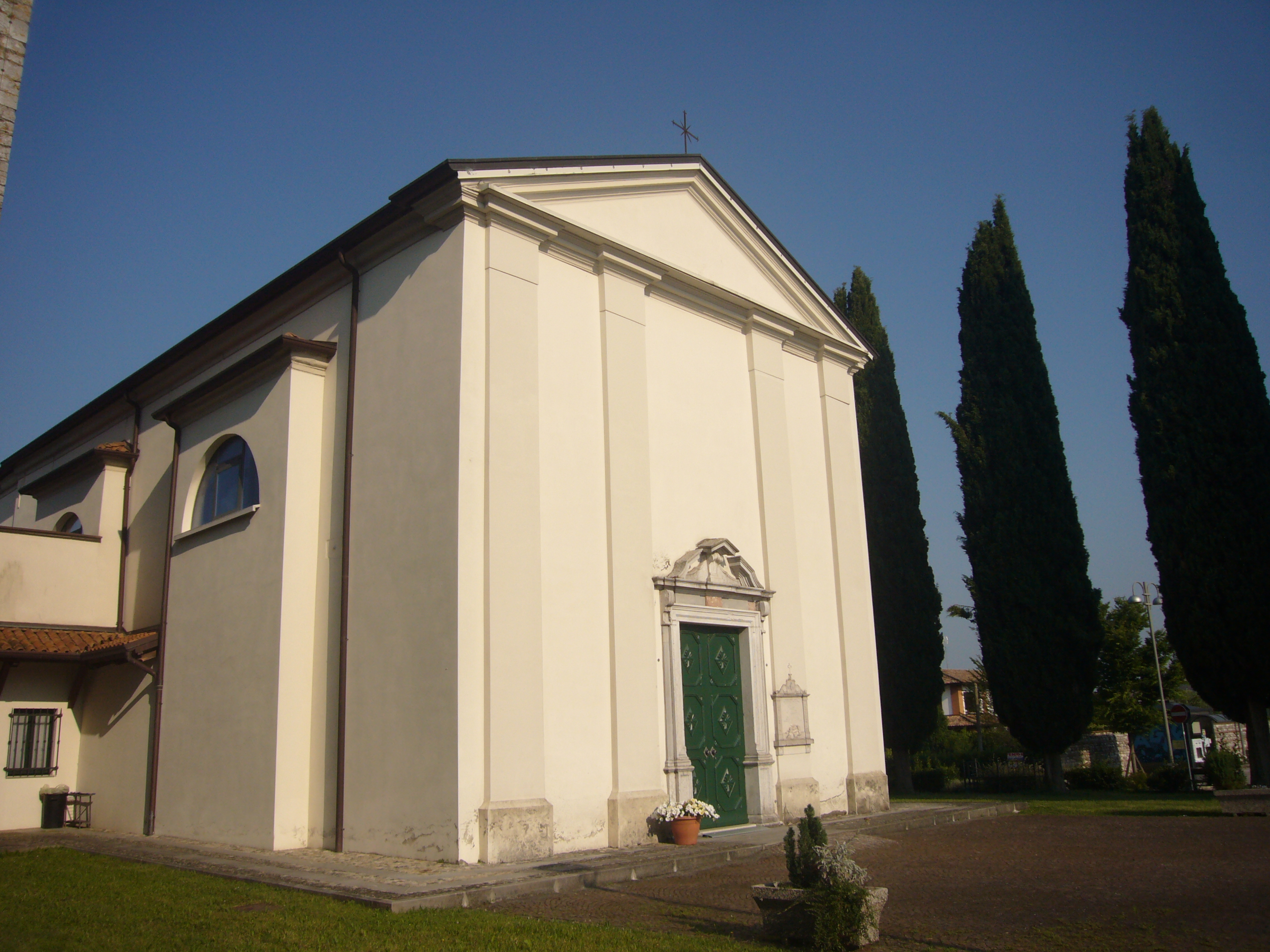
Chiesa vista da un'altra prospettiva

Alla fine del XIII secolo Bagnaria divenne pieve autonoma affrancandosi da quella di Aiello del Friuli.
L'attuale chiesa fu edificata agli inizi del XVIII secolo e venne consacrata nel 1746. Fu ampiamente restaurata sia nell'Ottocento che nel Novecento. 
Il 14 gennaio 1950 l'arcivescovo di Udine Giuseppe Nogara la insignì del titolo di pieve ad honorem.

## Descrizione

### Interno
All'interno della chiesa sono conservate opere di pregio come l'altare del Crocefisso, impreziosito da una pala, e il fonte battesimale in marmo risalente al XVI secolo, caratterizzato dalle raffigurazioni delle storie della Samaritana e del Battesimo di Gesù.

### Campanile
La torre campanaria, distante alcuni metri dalla chiesa, fu edificata tra il Sette e l'Ottocento e possiede quattro bifore e un orologio. Ospita al suo interno tre campane fuse da Daciano Colbachini e figli di Padova nel 1922 e benedette nel fine mese di luglio, assieme alle campane della chiesa di san Giacomo in Campolonghetto e suonate a festa nella prima settimana di Agosto del 1922. È presente anche una quarta campana, più piccola, fusa nel 1993 dalla fonderia Roberto Mazzola (Novara) nel 1993, in occasione dei restauri al campanile.
Fonte citata in occasione del centenario delle campane, il 7 agosto 2022, dal Sacrestano Ezio